# كلارا ألونسو
كلارا ألونسو (ولدت في 21 سبتمبر 1987 في مدريد) عارضة أزياء إسبانية، كانت ألونسو عارضة الأزياء الإسبانية الوحيدة التي مشت في عام 2008 فيكتوريا سيكريت فاشيون شو منذ عام 1999. كما كانت وجه لماركة غيس وأكس أرماني إكسهانج.

## روابط خارجية
- مدونة كلارا ألونسو
- قاعدة بيانات الأزياء الإنترنت